# Stazione di Africo Nuovo
Stazione di Africo Nuovo vasútállomás Olaszországban, Calabria régióban, Africo településen.

## Vasútvonalak
Az állomást az alábbi vasútvonalak érintik:
- Jonica-vasútvonal

## Kapcsolódó állomások
A vasútállomáshoz az alábbi állomások vannak a legközelebb:
- Stazione di Bianco
- Stazione di Ferruzzano